# Eredivisie 2017
La Eredivisie 2017 è la 33ª edizione del campionato di football americano di primo livello, organizzato dalla AFBN.

## Squadre partecipanti
| Club                 | Città       | Stadio | Sponsor ufficiale | Risultato nella stagione 2016 |
| -------------------- | ----------- | ------ | ----------------- | ----------------------------- |
| 010 Trojans          | Rotterdam   |        |                   |                               |
| Amsterdam Crusaders  | Amsterdam   |        |                   |                               |
| Arnhem Falcons       | Arnhem      |        |                   |                               |
| Groningen Giants     | Groninga    |        |                   |                               |
| Hilversum Hurricanes | Hilversum   |        |                   |                               |
| Lightning Leiden     | Leida       |        |                   |                               |
| Spijkenisse Scouts   | Spijkenisse |        |                   |                               |

## Stagione regolare

### Calendario

#### 1ª giornata
| 19 febbraio 2017, ore 14:00 | Spijkenisse Scouts | 0 – 25 | Arnhem Falcons |  |

| 19 febbraio 2017, ore 14:00 | 010 Trojans | 44 – 22 | Lightning Leiden |  |

#### 2ª giornata
| 26 febbraio 2017, ore 14:00 | Amsterdam Crusaders | 43 – 0 | Groningen Giants |  |

#### 3ª giornata
| Rotterdam 11 marzo 2017, ore 19:00 | 010 Trojans | 14 – 9 | Hilversum Hurricanes | Sportpark de Vaan |

| 12 marzo 2017, ore 14:00 | Arnhem Falcons | 0 – 39 | Amsterdam Crusaders |  |

| 12 marzo 2017, ore 14:00 | Groningen Giants | 12 – 27 | Lightning Leiden |  |

#### 4ª giornata
| 19 marzo 2017, ore 14:00 | Hilversum Hurricanes | 0 – 48 | Amsterdam Crusaders |  |

| 19 marzo 2017, ore 14:00 | Spijkenisse Scouts | 0 – 68 | 010 Trojans |  |

#### 5ª giornata
| 26 marzo 2017, ore 15:00 | Arnhem Falcons | 13 – 18 | Groningen Giants |  |

| 26 marzo 2017, ore 15:00 | Amsterdam Crusaders | 20 – 0 (a tavolino) | Spijkenisse Scouts |  |

#### 6ª giornata
| 2 aprile 2017, ore 14:00 | Lightning Leiden | 20 – 0 (a tavolino) | Spijkenisse Scouts |  |

| Rotterdam 2 aprile 2017, ore 14:00 | 010 Trojans | 0 – 33 | Amsterdam Crusaders | Sportpark de Vaan |

#### 7ª giornata
| 8 aprile 2017 | Groningen Giants | 22 – 58 | 010 Trojans |  |

| 9 aprile 2017 | Amsterdam Crusaders | 34 – 7 | Hilversum Hurricanes |  |

| 9 aprile 2017 | Lightning Leiden | 48 – 13 | Arnhem Falcons |  |

#### 8ª giornata
| 16 aprile 2017, ore 14:00 | Arnhem Falcons | 29 – 22 | 010 Trojans |  |

#### 9ª giornata
| 23 aprile 2017, ore 14:00 | Arnhem Falcons | 15 – 20 | Hilversum Hurricanes |  |

| 23 aprile 2017, ore 14:00 | Spijkenisse Scouts | 0 – 20 (a tavolino) | Groningen Giants |  |

#### 10ª giornata
| Groninga 6 maggio 2017, ore 19:00 | Groningen Giants | 6 – 55 | Hilversum Hurricanes | Sportpark Corpus den Hoorn |

| Leida 7 maggio 2017, ore 14:00 | Lightning Leiden | 14 – 86 | Amsterdam Crusaders | Sportpark Montgomery |

#### 11ª giornata
| 14 maggio 2017 | Hilversum Hurricanes | 20 – 0 (a tavolino) | Spijkenisse Scouts |  |

#### 12ª giornata
| 20 maggio 2017 | Lightning Leiden | 37 – 22 | Groningen Giants |  |

| 21 maggio 2017 | Amsterdam Crusaders | 35 – 6 | 010 Trojans |  |

#### 13ª giornata
| Loosdrecht 27 maggio 2017, ore 19:00 | Hilversum Hurricanes | 14 – 16 | Lightning Leiden |  |

| 28 maggio 2017 | Groningen Giants | 20 – 0 (a tavolino) | Spijkenisse Scouts |  |

| Rotterdam 28 maggio 2017, ore 14:00 | 010 Trojans | 40 – 20 | Arnhem Falcons | Sportpark de Vaan |

#### 14ª giornata
| 11 giugno 2017 | Spijkenisse Scouts | 0 – 20 (a tavolino) | Lightning Leiden |  |

| Loosdrecht 11 giugno 2017, ore 14:00 | Hilversum Hurricanes | 26 – 9 | Arnhem Falcons |  |

### Classifica
La classifica della regular season è la seguente:
- PCT = percentuale di vittorie, G = partite giocate, V = partite vinte, P = partite perse, PF = punti fatti, PS = punti subiti

| Pos. | Squadra              | PCT   | G | V | N | P | PF  | PS  |
| ---- | -------------------- | ----- | - | - | - | - | --- | --- |
| 1    | Amsterdam Crusaders  | 1.000 | 8 | 8 | 0 | 0 | 338 | 27  |
| 2    | Lightning Leiden     | .750  | 8 | 6 | 0 | 2 | 204 | 191 |
| 3    | 010 Trojans          | .625  | 8 | 5 | 0 | 3 | 252 | 170 |
| 4    | Hilversum Hurricanes | .500  | 8 | 4 | 0 | 4 | 151 | 142 |
| 5    | Groningen Giants     | .375  | 8 | 3 | 0 | 5 | 120 | 233 |
| 6    | Arnhem Falcons       | .250  | 8 | 2 | 0 | 6 | 124 | 213 |
| 7    | Spijkenisse Scouts   | .000  | 8 | 0 | 0 | 8 | 0   | 213 |

## Playoff

### Tabellone
|  | Semifinali | Semifinali           | Semifinali |             |    | XXXIII Tulip Bowl   | XXXIII Tulip Bowl | XXXIII Tulip Bowl |  |
|  |            |                      |            |             |    |                     |                   |                   |  |
|  | 1          | Amsterdam Crusaders  | 36         |             |    |                     |                   |                   |  |
|  | 1          | Amsterdam Crusaders  | 36         |             |    |                     |                   |                   |  |
|  | 4          | Hilversum Hurricanes | 0          |             |    |                     |                   |                   |  |
|  | 4          | Hilversum Hurricanes | 0          |             | 1  | Amsterdam Crusaders | 33                |                   |  |
|  |            |                      |            |             | 1  | Amsterdam Crusaders | 33                |                   |  |
|  |            |                      | 3          | 010 Trojans | 13 |                     |                   |                   |  |
|  | 2          | Lightning Leiden     | 3          | 010 Trojans | 13 | 6                   |                   |                   |  |
|  | 2          | Lightning Leiden     |            |             |    |                     |                   |                   |  |
|  | 3          | 010 Trojans          | 59         |             |    |                     |                   |                   |  |

### Semifinali
| 18 giugno 2017 | Amsterdam Crusaders | 36 – 0 | Hilversum Hurricanes |  |

| 18 giugno 2017 | Lightning Leiden | 6 – 59 | 010 Trojans |  |

### XXXIII Tulip Bowl
| Almere 1º luglio 2017 | Amsterdam Crusaders | 33 – 13 (7-0 0-7 14-6 12-0) | 010 Trojans | Yanmar Stadion (768 spett.) |

## Verdetti
- Amsterdam Crusaders Campioni dei Paesi Bassi 2017 (19º titolo)[2]